# Philotoceraeus visendus
Philotoceraeus visendus là một loài bọ cánh cứng trong họ Cerambycidae.